# 多夫日克 (津科夫區)
50°7′58″N 34°30′59″E / 50.13278°N 34.51639°E
多夫日克（烏克蘭語：Довжик），是烏克蘭中部的村莊，隸屬波爾塔瓦州的波爾塔瓦區。該村距離薩蘭奇夫卡和季姆琴基2公里，面積2.71平方公里，海拔高度172米，2001年人口482。